# 安迪·凡·史萊克
安德魯·詹姆斯·凡·史萊克（英語：Andrew James Van Slyke，1960年12月21日—），為前美國職棒大聯盟的中外野手，生涯曾效力過紅雀、海盜、金鶯與費城人等隊。

## 職業生涯
1983年6月17日，史萊克首度登上大聯盟。他在初登場就敲出一支二壘安打，打回一分打點。
他在前兩年當過一壘手、三壘手，以及三個外野都有守備經驗。後來他因為傳球臂力驚人，因此多擔任右外野手。偶爾他會和威利·麥基]]輪流守中外野。1986年9月21日，史萊克敲出場內全壘打。1987年春訓，紅雀將史萊克、Mike LaValliere和Mike Dunne交易到海盜，換來Tony Peña。這筆交易發生在4月1日，還一度讓史萊克以為是一場愚人節玩笑。在加入海盜後，球隊便以史萊克、貝瑞·邦茲和Bobby Bonilla組成海盜80年代末的明星外野陣容。

### 名人堂票選
史萊克在2001年首度獲得名人堂票選資格，不過他一票都沒拿到。但他現在仍保有資深選手委員會引薦票選的資格。
1991年，當時爆發波斯灣戰爭。而大聯盟也規定所有球員必須在頭盔上貼上加拿大和美國國旗以示愛國，結果史萊克把加拿大國旗刮掉，讓他收到大聯盟的警告。大聯盟時任主席文森特還強制規定史萊克必須將國旗重新貼上。
史萊克在海盜期間的防守能力相當傑出，他在這段時間幾乎都是全聯盟的助殺王。1988年到1992年間，他拿下金手套獎五連霸。他在1988年敲出生涯新高的25轟與100分打點，讓他在MVP票選上拿下第四名。1992年，史萊克敲出聯盟最多的199支安打，打擊率更是高達3成24。
1995年，史萊克先後效力於金鶯和費城人後退休。2006年，他成為老虎隊的一壘指導教練。2014年，他成為水手隊的一壘指導教練。隔年他同時擔任助理打擊教練和外野指導員。

## 生涯打擊成績
| 出賽次數 | 打席 | 打數 | 得分 | 安打 | 二安 | 三安 | 全壘打 | 打點 | 盜壘 | 保送 | 三振 | 打擊率 | 上壘率 | 長打率 | OPS  |
| -------- | ---- | ---- | ---- | ---- | ---- | ---- | ------ | ---- | ---- | ---- | ---- | ------ | ------ | ------ | ---- |
| 1658     | 6495 | 5711 | 835  | 1562 | 293  | 91   | 164    | 792  | 245  | 667  | 1063 | .274   | .349   | .443   | .792 |

## 個人生活
史萊克有四個兒子，其中三個是運動選手。大兒子A·J是堪薩斯大學的棒球隊成員，曾在紅雀小聯盟打球；二兒子史考特曾效力過道奇與韓職的斗山熊；小兒子傑瑞德是美式足球的防守後衛。

## 外部連結
- 球員資訊和成績在MLB，ESPN，Baseball-Reference，Fangraphs（英文）
- 安迪·凡·史萊克在台灣棒球維基館上的頁面（繁體中文）